# Agrostophyllum sepikanum
Agrostophyllum sepikanum är en orkidéart som beskrevs av Rudolf Schlechter. Agrostophyllum sepikanum ingår i släktet Agrostophyllum och familjen orkidéer. Inga underarter finns listade i Catalogue of Life.